# Espace & Exploration
Espace & Exploration est un bimestriel en langue française de 100 pages consacré à l'astronautique et qui se définit lui-même comme étant « le magazine de l'Aventure Spatiale ».

## Activité
Destiné au grand public, ses articles abordent différents sujets de l'exploration spatiale comme les sondes robotiques, les vols habités, les satellites d'observation de la Terre, les applications spatiales ou encore l'histoire de l'astronautique. Il est disponible par correspondance, que ce soit en achat au numéro ou par abonnement, sous forme papier ou numérique.
- Créé en décembre 2010, le premier numéro (janvier-février 2011) est paru en kiosque et était édité par l'association PromEspace.
- En avril 2012, Espace & Exploration abandonne le kiosque et la société d'édition SAS Pandora est créée.
- En avril 2015, parution du 1er Hors-Série à l'occasion des 25 ans du télescope spatial Hubble.
- En mars 2016, Espace & Exploration revient en kiosque avec le numéro 32. Le magazine est disponible dans les kiosques de France et par correspondance dans le monde entier.

Espace & Exploration est une publication éditée par la SAS Pandora qui diffuse dans le monde entier. Sa rédactrice en chef est Marie Ange Sanguy. Le premier numéro est paru en kiosque en France et en Belgique le 22 décembre 2010.